# Großsteingräber bei Süssau
Die Großsteingräber bei Süssau sind zwei megalithische Grabanlagen der jungsteinzeitlichen Trichterbecherkultur bei Süssau, einem Ortsteil von Heringsdorf im Kreis Ostholstein in Schleswig-Holstein. Sie tragen die Sprockhoff-Nummern 278 und 279.

## Lage
Die Gräber befinden sich nordöstlich von Süssau auf einem Feld. Grab 2 liegt 130 m östlich von Grab 1. Beide Anlagen sind durch einen Wasserlauf getrennt. 440 m nordnordöstlich liegt das Großsteingrab Siggen.

## Beschreibung

### Grab 1
Die Anlage besitzt eine nur noch in Resten erhaltene Hügelschüttung. Die Grabkammer ist ost-westlich orientiert. Sie hat eine Länge von 4 m und eine Breite von 1,5 m. Es sind zwei Wandsteine an der nördlichen und drei an der südlichen Langseite, der westliche Abschlussstein und ein nicht genau bestimmbarer Stein erhalten. Die Wandsteine der Nordseite und die beiden östlichen Steine der Südseite stehen in situ, die anderen sind verschoben. Der östliche Abschluss der Kammer und die Decksteine fehlen. Wo sich der ursprüngliche Zugang zur Kammer befunden hat, ist unklar. Somit ist auch der genaue Grabtyp nicht sicher zu bestimmen. Aufgrund der Größe der Kammer und der Anzahl der Wandsteine muss es sich entweder um einen Großdolmen oder ein Ganggrab gehandelt haben.

### Grab 2
Diese Anlage besitzt eine von allen Seiten angepflügte Hügelschüttung. Die Grabkammer liegt im Südostteil des Hügels und ist wohl südost-nordwestlich orientiert. Es sind insgesamt sieben Steine erhalten, darunter direkt nebeneinander ein langer und ein kurzer Wandstein einer Langseite. Die restlichen Steine lassen sich nicht sicher zuordnen. Die genauen Maße und der Typ der Kammer lassen sich nicht sicher bestimmen. Vielleicht handelt es sich um einen Dolmen.